# 紅軍入侵阿塞拜疆
紅軍入侵阿塞拜疆，又稱蘇維埃入侵阿塞拜疆或阿塞拜疆的蘇維埃化，指的是蘇俄第11軍於1920年4月入侵阿塞拜疆並扶植新的蘇維埃政權的軍事行動。在紅軍入侵的同時，阿塞拜疆的布爾什維克亦在首都巴庫發動反政府起義。此次入侵導致阿塞拜疆民主共和國的解散和阿塞拜疆蘇維埃社會主義共和國的成立。